# Theobald II van Bar
Theobald II van Bar (1221 — 1291) was de oudste zoon van Hendrik II van Bar en van Filippa van Dreux. Hij volgde zijn vader in 1240 op als graaf van Bar, nadat vernomen was dat zijn vader in het Heilig Land gestorven was. Tijdens zijn minderjarigheid tot 1242, was zijn moeder regente.
Mattheus II van Lotharingen trachtte gebruik te maken van de minderjarigheid van Theobald om de gebieden te heroveren die Hendrik II verworven had. Bij een verdrag van 1245 tussen beiden werd een vrede gesloten voor lange tijd tussen de twee gebieden.
In 1251 raakte Theobald, als schoonbroer van Gwijde van Dampierre, betrokken in het conflict tussen Vlaanderen en Henegouwen over de erfopvolging. Bij de Slag bij Westkapelle van 1253 raakte Theobald in gevangenschap tot 1254.
Hij had eveneens diverse conflicten met Theobald V van Champagne, en toen diens erfgename Johanna I van Navarra, met Filips IV van Frankrijk huwde, werd Bar een onmiddellijke buur van het Franse kroondomein. Tijdens zijn bewind werden verschillende steden gesticht.

## Huwelijken en kinderen
Theobald was gehuwd met:
- Johanna, dochter van Willem II van Dampierre en Margaretha II van Vlaanderen, uit dit huwelijk kwamen geen kinderen voort.

- Johanna, dochter van Jan van Toucy, uit dit huwelijk had hij de volgende kinderen:
  - Hendrik III (1259-1302)
  - Jan (-1317), heer van Puisaye
  - Theobald van Bar (-1312), prins-bisschop van Luik
  - Reinout, (-1316), bisschop van Metz
  - Erard (-1336), heer van Pierrepont, gehuwd met Isabella van Lotharingen (-1353)
  - Peter, heer van Pierrefort
  - Filippa (-1290), in 1263 gehuwd met Otto IV van Bourgondië
  - Adelheid (-1307), in 1278 gehuwd met Matteus van Lotharingen (-1282), heer van Beauregard
  - Maria (-1333), gehuwd met Goubert van Aspremont (-1302)
  - Isabella
  - Yolande
  - Margaretha, abdis van Saint-Mauré.